# جيم بت
جيمس بت جيم بت (بالإنجليزية: Jim Bett)‏ مواليد 25 نوفمبر 1959 في هميلتون، اسكتلندا، هو لاعب كرة قدم اسكتلندي دولي سابق كان يلعب في مركز الوسط. سبق له أن لعب في كأس العالم لكرة القدم مع منتخب بلاده.

## المسيرة الاحترافية

### أندية لعب لها
- نادي لوكيرين
- نادي رينجرز
- نادي أبردين
- ناتدبيرنوفيلاغ ريكيافيكور
- هارت أوف ميدلوثيان
- دندي يونايتد

## روابط خارجية
- جيم بت على موقع الاتحاد الدولي (مؤرشف)  (الإنجليزية)
- جيم بت على موقع قاعدة بيانات كرة القدم.إي يو (الإنجليزية)
- جيم بت على موقع ناشيونال فوتبول تيمز (الإنجليزية)
- جيم بت على موقع Soccerbase.com (لاعب) (الإنجليزية)
- جيم بت على موقع Soccerway.com (الإنجليزية)
- جيم بت على موقع عالم كرة القدم.نت (الإنجليزية)